# Ruth Chatterton
Ruth Chatterton (Nueva York, 24 de diciembre de 1892 - Norwalk, Connecticut, 24 de noviembre de 1961) fue una destacada actriz, novelista y aviadora estadounidense, reconocida por su versatilidad y talento tanto en el cine como en la literatura y la aviación.

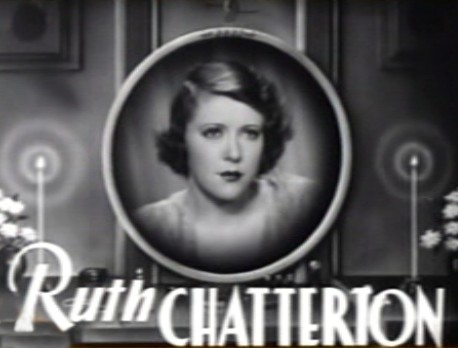
Chatterton en el trailer de Female (1933)

## Primeros años
Hija de Walter Smith y Lillian Reed Chatterton, tenía ascendencia inglesa y francesa. Su madre era descendiente del poeta inglés Thomas Chatterton.
Durante su infancia, sus padres se separaron, lo que llevó a Ruth a abandonar la escuela a los 14 años para contribuir económicamente a su hogar. A esta edad, comenzó su carrera en el teatro, participando en el circuito de Broadway.

## Carrera
Chatterton empezó siendo corista en una función teatral, y a los 18 años ya era una estrella de la escena estadounidense. Su mayor éxito sobre las tablas llegó en 1914 cuando protagonizó Daddy Long Legs, adaptación de la novela de Jean Webster.
En 1924 se casó con el actor británico Ralph Forbes, que ese mismo año trabajó con ella en The Magnolia Lady, una versión musical del éxito de A.E. Thomas y Alice Duer Miller Come Out of the Kitchen. Chatterton se mudó a Hollywood con Forbes en 1928, y con la ayuda de Emil Jannings fue elegida para hacer su primer papel cinematográfico en la cinta Sins of the Fathers. Ese mismo año firmó un contrato con Paramount Pictures, y seguidamente tuvo actuaciones en The Doctor's Secret (1929), The Dummy (1929) y la producción MGM Madame X (1929), por cuya actuación fue nominada al Oscar a la mejor actriz. Al año siguiente recibió una nueva nominación, en esta ocasión por su trabajo en Sarah and Son (1930).
Su experiencia teatral le fue muy útil a fin de superar la transición del cine mudo al sonoro. Aunque sus primeros títulos sonoros eran meramente obras teatrales filmadas, su vocalización e interpretación fueron bien valoradas por el público y por la crítica. Cuando dejó Paramount Pictures, su primer estudio, para pasar a Warner Brothers (junto con Kay Francis y William Powell), pudo verse que la Warner buscaba una inyección de "clase".
Chatterton fue coprotagonista de Dodsworth (1936), film producido por Samuel Goldwyn y distribuido por United Artists, y que es generalmente considerado como la mejor película de la actriz, a pesar de no ser nominada a un Premio Oscar. Debido a su edad y a la atención que los estudios daban a las actrices más jóvenes, ella se mudó a Inglaterra para seguir haciendo cine allí. La última película de Chatterton fue A Royal Divorce (1938).
En la década de 1950 salió de su retiro para actuar en diversas producciones de la televisión estadounidenses, entre ellas una adaptación de Dodsworth para la CBS, en la que trabajó con Mary Astor y Walter Huston. Su última actuación televisiva fue el papel de Gertrude en una adaptación de 1953 de Hamlet, interpretada junto a Maurice Evans en el papel del título, y emitida en Hallmark Hall of Fame.

## Últimos años
Tras dejar la interpretación, empezó una exitosa carrera literaria, escribiendo varias novelas. Además, fue una de las pocas aviadoras de la época, siendo buena amiga de Amelia Earhart, y cruzando los Estados Unidos en solitario en varias ocasiones. Fue patrocinadora del Sportsman Pilot Mixed Air Derby y del anual Ruth Chatterton Air Derby en los años treinta, además de inaugurar las National Air Races en Los Ángeles en 1936. Chatterton enseñó a volar al actor cinematográfico y teatral británico Brian Aherne, una experiencia que él describía con detalle en su autobiografía.

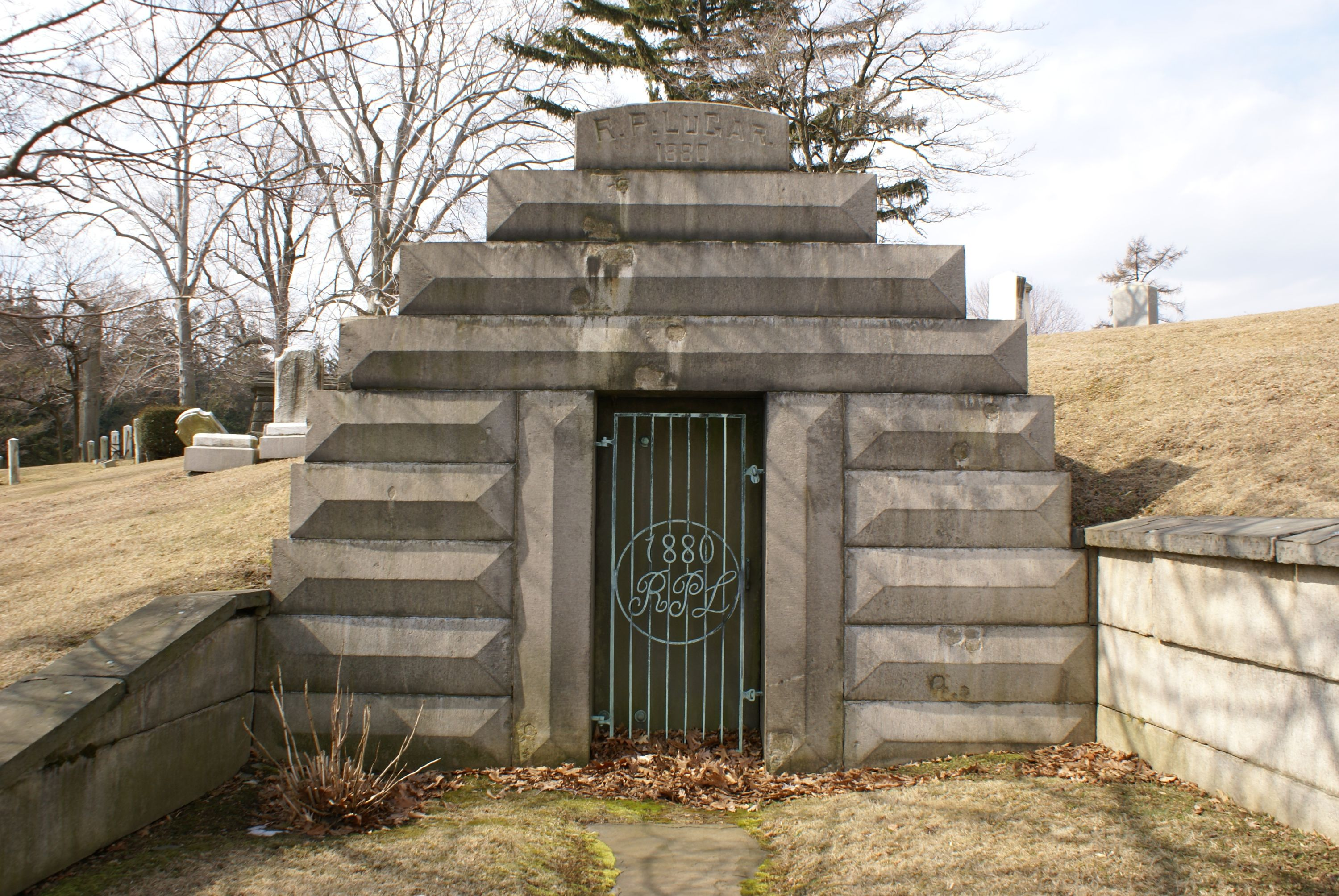
Ruth Chatterton está enterrada en el Mausoleo Lugar

Chatterton se divorció de su primer marido, Ralph Forbes en 1932. Tras el divorcio, Chatterton se casó con su frecuente coprotagonista y compañero de interpretación en la Warner, el actor de origen irlandés George Brent, del que se divorció en 1934. El tercer y último marido de Chatterton fue Barry Thomson, con quien se casó en 1942, y con el cual permaneció unida hasta la muerte de él en 1960. La actriz no tuvo hijos.
Ruth Chatterton falleció a causa de una hemorragia cerebral en Norwalk (Connecticut) en 1961. Tenía 68 años de edad. Sus restos fueron incinerados, y las cenizas enterradas en un nicho en el Mausoleo Lugar del Cementerio Beechwoods de New Rochelle, Nueva York. 
A Chatterton se le concedió una estrella en el Paseo de la Fama de Hollywood, en el 6263 de Hollywood Boulevard, por su actividad cinematográfica.

## Filmografía
| - Sins of the Fathers (1928) - The Doctor's Secret (1929) - The Dummy (El pelele) (1929) - Madame X (La mujer X, 1929) - Charming Sinners (1929) - The Laughing Lady (La mujer que ríe) (1929) - Sarah and Son (Toda una vida) (1930) - Paramount on Parade (1930) - The Lady of Scandal (1930) - Anybody's Woman (1930) - The Right to Love (1930) - Unfaithful (Desengaño) (1931) - The Magnificent Lie (1931) | - Once a Lady (1931) - Tomorrow and Tomorrow (1932) - Los ricos están con nosotros (The Rich Are Always with Us, 1932) - The Crash (1932) - Frisco Jenny (Barrio chino) (1932) - Lilly Turner (1933) - Female (Hembra) (1933) - Journal of a Crime (1934) - Lady of Secrets (Adiós al pasado) (1936) - Girls' Dormitory (Aula de señoritas) (1936) - Dodsworth (Desengaño) (1936) - The Rat (1937) - A Royal Divorce (1938) |

## Premios y distinciones
Premios Óscar
| Año  | Categoría               | Película      | Resultado |
| ---- | ----------------------- | ------------- | --------- |
| 1929 | Mejor actriz            | La mujer X    | Nominada  |
| 1930 | Óscar a la mejor actriz | Sarah and Son | Nominada  |